# Psapharochrus maccartyi
Psapharochrus maccartyi là một loài bọ cánh cứng trong họ Cerambycidae.